# Феміда (гіпотетичний супутник)

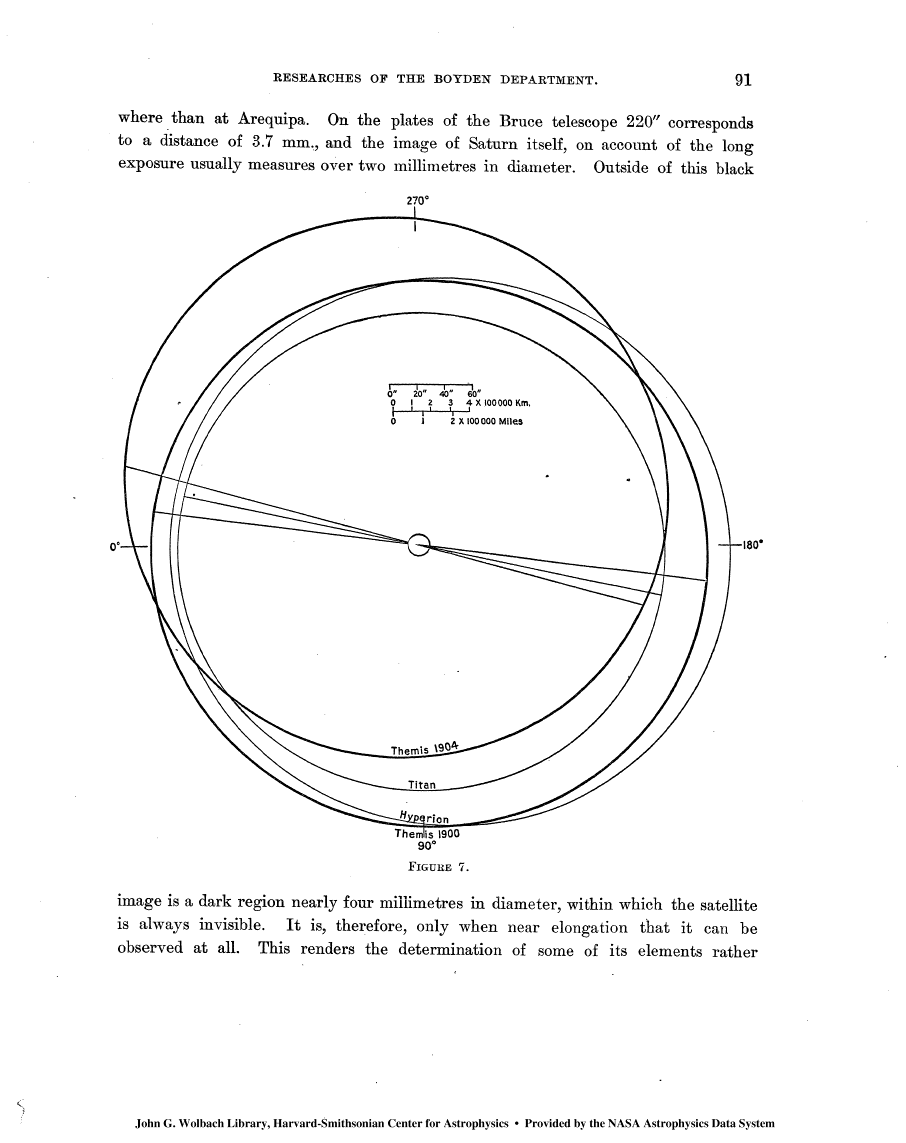
Дві можливі орбіти для Феміди, які розрахував Пікерінг

Феміда — гіпотетичний супутник Сатурна, нібито відкритий 28 квітня 1905 Вільямом Пікерінгом, однак ніколи не підтверджений незалежними спостереженнями.

## Дослідження Пікерінга
У 1905 році Вільямом Пікерінг, який за 7 років до цього відкрив супутник Сатурна Фебу, оголосив про відкриття нового супутника який він одразу назвав на честь Феміди, давньогрецької богині божественного закону та порядку. Тринадцять фотопластинок, на яких супутник нібито був зображений, охоплювали період між 17 квітня та 8 липня 1904 року. Жоден інший астроном не зміг підтвердити спостереження Пікерінга.
Пікерінг спробував обчислити орбіту, яка показала досить великий нахил (39,1° до екліптики), досить великий ексцентриситет (0,23) і трохи меншу, ніж у Гіперіона, велику піввісь (1457000 км). Період обертання нібито становив 20,85 дня в проградному напрямку.
Пікерінг оцінив діаметр Феміди в 38 миль:176 (61 км), виходячи з припущення, що альбедо Феміди таке ж, як у Титана, і що діаметр Титана становив приблизно 2300 миль. Нині відомо, що діаметр Титана близько 3200 миль. Ті самі припущення привели його до діаметра 42 милі:176 (68 км) для Феби, що набагато менше, ніж справжній діаметр Феби, який становить приблизно 213 км.

## Контекст
У квітні 1861 року Герман Гольдшмідт також вважав, що він відкрив новий супутник Сатурна між Титаном і Гіперіоном, який він назвав Хірон, і який також ніколи не був підтверджений.
У 1906 році Пікерінг був нагороджений премією Лаланда Французької академії наук за «відкриття дев'ятого і десятого супутників Сатурна».
Справжнім десятим супутником Сатурна (за порядком відкриття) став Янус, відкритий у 1966 році та підтверджений у 1980 році.

## У художній літературі
Філіп Летам (псевдонім Роберта Річардсона) у своєму романі «Загублені люди з Сатурна» розповідає, що Титан зіткнувся з Фемідою, «раз і назавжди позбувшись маленької неприємності».
Дія науково-фантастичного роману Джона Варлі «Титан» відбувається на борту експедиції до Сатурна. Під час роману, коли герої наближаються до планети та готуються вийти на орбіту, астрономка на борту виявляє новий супутник. Спочатку вона думає, що знайшла втрачений супутник Пікерінга, тому називає його Фемідою.
У трилогії «Кіт Шредінгера» Роберта Антона Вілсона часто згадується супутник Пікерінга, який, за книгою, обертається «неправильно» (тобто ретроградно) навколо своєї планети.
Нельсон Бонд у своєму науково-фантастичному оповіданні 1943 року «Випробування Ланселота Біггса» пояснює, що Феміда періодично зникає, коли її закриває власний супутник, невидиме тіло з «особливою властивістю викривляти світлові хвилі навколо себе».